# François de Bourbon (1519-1546)
François de Bourbon-Vendôme, comte d'Enghien (également écrit Anguien ou Enguien), né le 23 septembre 1519 au château de La Fère et mort le 23 février 1546 au château de La Roche-Guyon, est un prince du sang, appartenant à la maison de Bourbon-Vendôme, enfant d'honneur et compagnon des fils de François Ier. Il remporta la bataille de Cérisoles sur les troupes impériales et mourut accidentellement à l'âge de vingt-six ans dans un jeu de bataille à la cour.

## Biographie

### Origine et famille
Né le 23 septembre 1519 au château de La Fère en Picardie, il est le cinquième enfant de Charles de Bourbon duc de Vendôme et de Françoise d'Alençon, et est donc un oncle paternel d'Henri IV.
Il passe probablement son enfance en Picardie au château qui l'a vu naître.
Il est titré comte d'Enghien en 1536. Son père meurt l'année suivante.

### Chef militaire de la  neuvième guerre d'Italie
Il fut à la campagne de Luxembourg en 1542.
Le 20 juillet 1543 à Marseille, il est à la tête des 26 galères du roi, en tant que nouveau lieutenant général de l'armée de mer (général des galères de France). Il reçoit, au château d'If, Barberousse allié au roi. Ils font ensemble le siège de Nice du 17 au 22 août, la ville se rendit excepté la citadelle, le siège de cette dernière est finalement levée et Nice laissée.
La même année, le roi le fit chevalier de l’Ordre de Saint-Michel.
Alors que la guerre était mal engagée pour les français, François Ier charga le comte d'Enghien de sauver la situation en Piémont.
Après l'échec de la conquête de Nice François de Bourbon-Vendôme et ses hommes passèrent l'hiver à Marseille. Il est nommé le 26 décembre 1543, lieutenant du Piémont, en remplacement de Guigues Guiffrey, seigneur de Boutières, qu'il rejoignit à la mi-janvier 1544. Dès son arrivée Enghien repris les projets de son prédécesseur, il se rendit à Palazzo (rive gauche du Pô), d'où par le nord il mit le siège devant Carignan. Il appris début mars 1544 que le marquis Alfonso de Ávalos, chef des armées impériales, avançait vers Carmagnole pour défendre Carignan, il avait avec lui 9000 lansquenets, 7000 italiens, 2000 espagnols, 1200 chevaux légers et 16 pièces d'artillerie. Si celui-ci prenait Carignan cela empêcherai l'approvisionnement des troupes royales. François de Bourbon-Vendôme n'avait quant à lui que 15 000 fantassins et 2 500 gens de cheval, le reste de ses troupes étant dispersés dans les autres places à tenir. Il fut alors rejoint par Saint-André, Dampierre, Châtillon, Jarnac, Coligny et le Vidame de Chartres, ainsi que leurs compagnies respectives. Le problème du comte d'Enghien est le manque d'argent pour payer ses troupes, ce qui le pousse à la bataille. Il fit distribuer le samedi de pâques le peu d'argent et promit le reste à la condition que tous se prépare au combat. Le lendemain l'armée se mettait en marche.

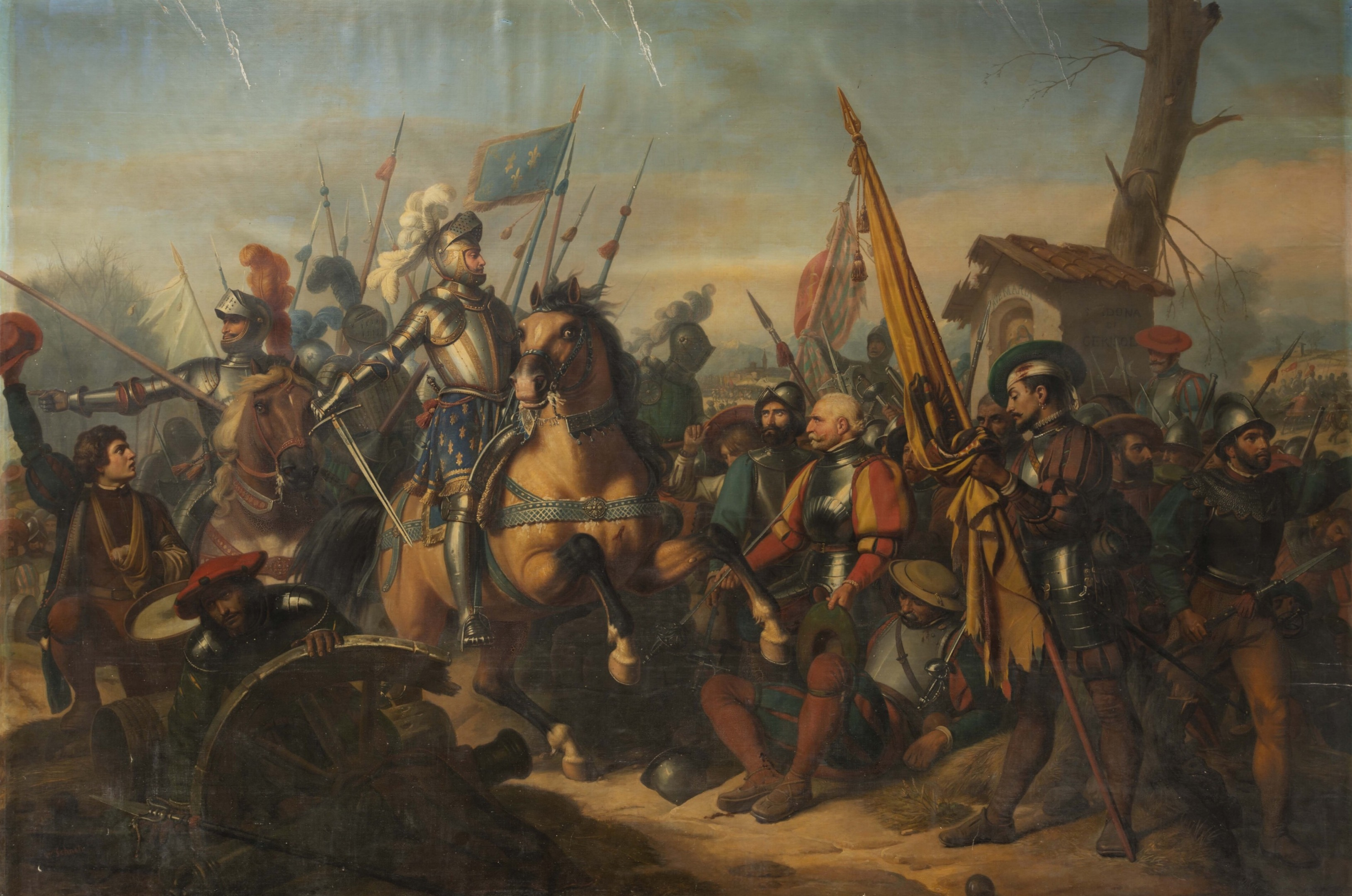
Le comte d'Enghien à la fin de la bataille de Cérisoles, peinture de Victor Schnetz

Celle-ci eut lieu le 11 avril 1544 près du village de Cérisoles, le comte d'Enghien commandant lui-même la cavalerie lourde. Les combats furent d’une grande violence et durèrent plusieurs heures jusqu’à la victoire française. François Ier exigea ensuite du comte de reprendre la place de Carignan puis de renvoyer plusieurs compagnies de fantassins et près de la moitié de sa cavalerie en Picardie, soit 16 000 gens d'armes, envahie par Charles Quint. Sans effectifs suffisants, il choisit de ne pas attaquer Milan, mais de se diriger sur Asti. Le siège de Carignano s'acheva le 21 juin par la capitulation de la ville.
Pour le récompenser, le roi le fit gouverneur du Languedoc, du Hainaut et du Piémont.
Rentré en France, il est célébré et fêté.
Vers septembre 1545, rentrée du Piémont avec sa compagnie il alla aider Du Biez au siège de Boulogne, avec le comte d'Aumale, Cossé-Brissac et Nevers. Au mois d'octobre François Ier lui demanda d'aller à Guise avec 300 hommes d'armes et quelques centaines de piétons pour empêcher aux lansquenets du roi d'Angleterre de pénétrez dans le royaume

### Mort et inhumation
La cour est au château de la Roche-Guyon.
Lors d'une bataille de boules de neige,, Enghien commandait la défense d’un fort assailli par le dauphin Henri, le comte d'Aumale, Saint-André et les jeunes gens de la maison delphinale, lorsqu'il est mortellement blessé par la chute d'un coffre plein de linge que l’on avait jeté d’une fenêtre. Le coffre avait été jeté par Cornelio Bentivoglio, aventurier italien et favori du dauphin. Il succomba à sa blessure trois jours plus tard le 23 février 1546.
Il est inhumé à l'église collégiale Saint-Georges de Vendôme. Son corps n'y fut ramené qu'après 1547, en même temps que celui de son père Charles de Bourbon duc de Vendôme mort en 1536, et de sa grand-mère Marie de Luxembourg (1472-1547). Cette triple inhumation fut célébrée par plusieurs évêques et abbés.
Son tombeau se dressait dans la chapelle Saint-Pierre de la collégiale, il était en forme de pyramide et y était apposé un médaillon le représentant.
Son épitaphe était ainsi:
Cy gist tres hault et tres puissant prince Monseigneur François de Bourbon, duc d'Angain, lieutenant general pour le roi en Hainault, Piedmont, filz de tres puissant seigneur Charles de Bourbon et de Françoise d'Alençon son espouze et duchesse de Vendosme, lequel Monseigneur de Bourbon trepassa au chasteau de la Roche-Guyon sur seine le vingt-trois de febvrier l'an de grâce mil cinq cens quarante-cinq